# La guardia del corpo (film 1933)
La guardia del corpo è un film del 1933, diretto dal regista William Beaudine.